# Талышский большой пёстрый дятел
Талышский большой пёстрый дятел (лат. Dendrocopos major poelzami) — птица, достаточно крупный и один из наиболее известных представителей семейства дятловых. Эндемичный вид талышских гор.

## Описание

### Распространение
Южнокаспийские районы от Ленкорани и Талыша на западе до Астрабада на востоке. Одиночное нахождение — в Кара-каралинском районе в Туркмении. Подвид большого пёстрого дятла Dendrocopos major poelzami (эндемика Талышских гор) описал Богданов в 1879 году.

### Внешний вид
Общая окраска нижней стороны тела буровато-коричневая, наиболее тёмная среди всех подвидов. Бока головы также тёмно-бурые, хотя щёки обычно белые. Светлые партии оперения верхней стороны тела имеют охристый или коричневатый оттенок. По размерам мельче всех подвидов.
При общем сходстве окраски с другими большими пёстрыми дятлами очень хорошо отличается темно окрашенным, шоколадно-бурого цвета низом. Ушные партии и даже плечи тоже тёмнобуроватого цвета. Белый цвет на верхней стороне развит очень мало, черные полоски на боковых рулевых широкие.

#### Размеры и строение
Мельче и темнее всех остальных форм большого пёстрого дятла. Клюв тонкий, стройный. Длина крыла самцов (16) 121—130 мм, самок (24) 120—127 мм, среднее 125 и 123,6 мм. Клюв около 21— 26 мм. Формула крыла 4>5>3 и 5>4>3.

### Характер пребывания
Оседлый, зимой частично спускается с гор в долины и появляется в большом количестве в садах Ленкорани. Обитает в лиственных лесах гор и низменностей. В горы поднимается до 2 500 метров.
Размножение
В низменных местах приступает к насиживанию в конце марта. Гнёзда устраивает в дуплах дуба, бука, вяза.